# Ceropegia ampliata
Ceropegia ampliata ist eine Pflanzenart der Gattung Leuchterblumen (Ceropegia) aus der Unterfamilie der Seidenpflanzengewächse (Asclepiadoideae).

## Merkmale
Bei Ceropegia ampliata handelt es sich um ausdauernde Sprosssukkulenten mit bis zu 2 m langen, kriechenden oder schwach windenden, wenig verzweigten Stängeln. Sie messen etwa 4 bis 5 mm im Durchmesser, sind fein längsgerieft mit rauer Oberfläche. Die fleischigen Wurzeln sind spindelig und in Büscheln angeordnet. Die lanzettlichen Laubblätter fallen leicht ab, sie messen 5 bis 10 × 2 bis 3 cm. Der sitzende Blütenstand ist 1- bis 4-blütig; es können mehrere Blüten gleichzeitig geöffnet sein. Die Blütenstiele sind zwischen 0,5 und 2 cm lang. Die Kelchblätter sind zugespitzt dreieckig und ca. 3 mm lang. Die Kronblätter sind weißlich oder grünlich-weiß und grün längsgestreift. Die Blüte ist bis 7 Zentimeter lang. Der kugelige Kronkessel ist stark aufgebläht und misst 1,5 bis 2,5 × 2 bis 3 cm. Gelegentlich ist er seitlich leicht eingedellt. Die trichterförmige, innen behaarte Kronröhre hat einen Durchmesser von 12 bis 15 mm. Sie weist innen am Beginn der Röhre ein ringförmiges rotes Band auf. Die Kronzipfel sind schmal dreieckig bis linealisch und an den Spitzen verwachsen. Sie sind innen grün oder gelbgrün. Die freien Ränder sind mehr oder weniger stark nach außen umgebogen. Die sitzende Nebenkrone ist flach schüsselförmig und weiß gefärbt. Sie misst 8 bis 10 × 6 bis 7 mm. Die interstaminalen Nebenkronzipfel sind zweigeteilt und tief eingeschnitten. Sie besitzen dreieckige, zur staminalen Nebenkrone zeigende Fortsätze, die 0,7 bis 15 mm messen. Sie sind innen mehr oder weniger mit feinen Härchen besetzt. Die staminale Nebenkrone ist fadenförmig mit verdickten Basen. Die Fäden stehen aufrecht und neigen sich aufeinander zu. Sie messen 4 bis 7 × 0,2 mm. Die Pollinien sind schmal-eiförmig und messen 0,5 bis 0,6 × 0,3 mm. 

## Vorkommen
Diese Art ist im östlichen Südafrika und in einigen wenigen Populationen in Madagaskar verbreitet. Die Art wird inzwischen in Spezialgärtnereien gezogen und regelmäßig angeboten. Sie gilt als relativ pflegeleicht und blühfreudig mit zwei oder mehr Blühperioden im Jahr.